# Arrivée d'un train - Gare de Joinville
Arrivée d'un train - Gare de Joinville er en fransk stumfilm fra 1896 af Georges Méliès.